# Holomráz

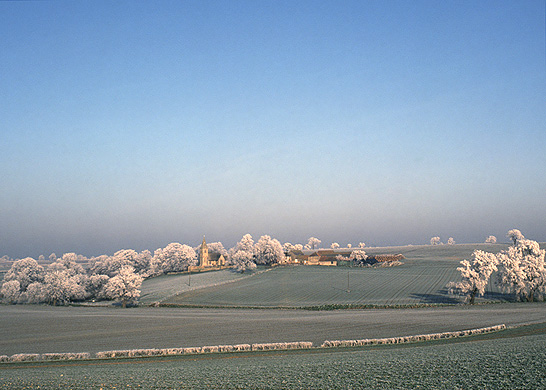
Pole a stromy jsou obaleny jinovatkou v Anglii během holomrazu

Holomráz je stav počasí, kdy se vyskytuje mráz (pokles teploty vzduchu pod nulu) bez přítomnosti sněhové pokrývky. 
Nepřítomnost sněhové pokrývky znemožňuje vytvořit přirozenou tepelnou izolaci půdy, která se neustále ochlazuje, což umožňuje eskalaci zimy. 
Holomráz se nejčastěji vyskytuje v měsíci lednu. Má negativní dopady na zemědělskou produkci, jelikož vlivem silného mrazu dochází k úhynu rostlinek, které by měly na jaře vyrůst.